# История почты и почтовых марок Ганы
История почты и почтовых марок Ганы, государства в Западной Африке, охватывает период британского колониального владычества над территорией, известной под названием Золотой Берег (англ. Gold Coast), и независимости Ганы (с 1957). Каждому из этих периодов в истории почты страны соответствуют эмиссии почтовых марок от имени почтовой администрации Золотого Берега или Ганы.
Гана является членом Всемирного почтового союза (с 1957), и её официальным почтовым оператором выступает компания Ghana Post.

## Домарочный период
К середине XIX века Золотой Берег постепенно попал под контроль Великобритании. Административно он управлялся Сьерра-Леоне, расположенной дальше по побережью, пока в 1874 году Золотой Берег не стал королевской колонией. Доставка почты в то время осуществлялась через Фритаун. Почтовая служба была учреждена в замке Кейп-Кост (англ. Cape Coast Castle) в 1853 году.

## Выпуски почтовых марок

### Золотой Берег
Первыми почтовыми марками Золотого Берега стали марки с изображением королевы Виктории, выпущенные 1 июля 1875 года. Золотой Берег вступил во Всемирный почтовый союз в январе 1879 года.
В дальнейшем эта британская колония в Западной Африке продолжала применять собственные почтовые марки, вплоть до провозглашения независимости Ганы в 1957 году. Первые памятные марки Золотого Берега увидели свет в 1935 году, а первые доплатные марки — в 1923 году.

### Независимость
Первые почтовые марки независимой Ганы появились в марте 1957 года и представляли собой серию из четырёх памятных марок и серию из 12 стандартных марок, выпущенных путём надпечатки на марках бывшего Золотого Берега: «GHANA INDEPENDENCE 6th MARCH 1957» («Гана. Независимость. 6 марта 1957»). За ними последовали регулярные выпуски, включая ряд серий доплатных марок. В 1959 году был издан первый почтовый блок Ганы. В честь провозглашения республики 1 июля 1960 года выходила памятная серия с блоком.
Всего за период с 1875 по 1963 год в Золотом Береге и Гане было эмитировано 323 почтовые марки, 16 доплатных и восемь почтовых блоков, на которых имелись следующие надписи на английском языке: «Gold Coast» («Золотой Берег»), «Postage & Revenue» («Почтовый и гербовый сбор»), «Postage due» («Почтовая доплата»), «Air mail» («Авиапочта»), «Ghana» («Гана»).
Почтовые марки Ганы, выпускаемые после обретения независимости, отличают яркие цвета и частое изображение флага Ганы на их рисунках. В 1957 году Гана стала первым государством-клиентом Межгосударственной филателистической корпорации. С 1964 года большинство почтовых марок Ганы печатались как с зубцами, так и без зубцов и не поступали в продажу в почтовых окнах. Такая неправильная политика ранних почтовых эмиссий независимой Ганы причинила ущерб репутации молодой страны в среде филателистов, от которого Гана не оправилась до сих пор.

## Выпуски Лагоса
Поселение в Лагосе на берегу Южной Нигерии было под контролем Золотого Берега в период с июля 1874 года по 13 января 1886 года, когда он стал отдельной колонией. До этого Лагос относился к Сьерра-Леоне.

## Оккупация Тоголенда
Западное Того, территория которого ныне принадлежит Гане, до 1914 года являлось частью германского протектората Тоголенд, и там использовались марки этой колонии. В августе 1914 года в Тоголенд вторглись британские войска из Золотого Берега и французские войска из Дагомеи. Во время оккупации страны, которая продолжалась до 1919 года, в обращении находились почтовые марки Золотого Берега и Тоголенда с надпечатками «Togo Anglo-French occupation» («Того Англо-французская оккупация»). Всего с 1914 по 1916 год было эмитировано 22 марки с такими надпечатками. С 1918 года там стали употребляться почтовые марки Золотого Берега. В 1922 году эта территория была включена в состав Золотого Берега. В 1919—1957 годах оккупированные Великобританией земли Западного Того были британской мандатной (с 1946 — подопечной) территорией, а в 1957 году были присоединены к Гане.

## Развитие филателии
В июле 1976 года в Аккре, столице Ганы, проходила первая выставка почтовых марок СССР. Экспозиция филателистической выставки была составлена из почтовых миниатюр, посвящённых жизни и деятельности В. И. Ленина, XXV съезду КПСС, достижениям Советского Союза в области космических исследований, выдающимся деятелям науки и культуры.